# 産業医学
産業医学（さんぎょういがく、英語: Occupational medicine）とは産業活動のなかで労働者における作業関連疾患を医学的に解明、予防し、労働者の健康を維持するための学問である。産業保健、労働衛生学とも呼ばれる。
かつては特定の職業、作業に特有の職業病を主な対象として、それらの環境要因、人的要因などについて原因究明と対策を行ってきたが、現在は事務作業なども含めて労働者の総合的な健康増進を図るものとなっている。

## 産業保健
産業保健とは労働者の健康対策を行う領域である。労働者以外の健康対策を行う領域としては学生に対する学校保健や、母親と子どもに対する母子保健（母性保健・乳幼児保健）、さらには老人保健がある。産業保健は日本国憲法に基づき、労働基準法と労働安全衛生法によって法的に定められている。労働基準法は労働時間や休暇、休業補償など労働者の勤務条件を定めるのに対して、労働安全衛生法は安全管理、産業医の選任、健康診断など物理的労働環境についてを定めている。その他、関連する法律としてはじん肺法や作業環境測定法などが存在する。
近年では産業精神保健の必要性が取り上げられている。

## 労働衛生
法律的な根拠は産業保健の章で述べたとおり、多岐に渡っているが、基本的に労働衛生は以下の5管理（3管理+2分野）からなっている。
作業環境管理
有害物資の除去や環境測定などによる状態の把握と評価をおこなう。それにより中毒など防ぐ目的がある。
作業管理
耳栓や防振グローブの装着といった作業そのものの手順の管理を行う。
健康管理
健康診断などを行い、職業性疾病や障害を予防する。
健康教育
健康管理体制

## 研究領域
日本産業衛生学会の研究領域
- 労働衛生史[11][17]・労働衛生法規・行政
- 疾病・死亡統計
- 作業環境管理
- 物理的環境
- 化学的環境
- ストレス[18][19]・精神保健[14]
- 産業疲労[20][21]・過重労働・労働生理・人間工学・VDT作業[22]
- 疾病予防
- 健康診断・事後措置
- 健康教育
- 口腔保健

## 団体
- 独立行政法人労働安全衛生総合研究所 産業医学総合研究所・産業安全研究所
- 社団法人日本産業衛生学会
- 学校法人産業医科大学
- 産業医学推進研究会
- 国際労働機関
- 産業保健法学研究会
- 日本産業保健法学会